# Westland Marathon 1977
De Westland Marathon 1977 werd gehouden op zaterdag 16 april 1977. Het was de achtste editie van deze marathon. Start en finish vonden plaats in Maassluis.
De Nederlander Cor Vriend won de wedstrijd in 2:21.39,6. Hij had bijna twee minuten voorsprong op de Brit Brian Lamkin, die in 2:23.28,6 over de finish kwam. Joe Keating, de winnaar van vorig jaar, moest deze editie genoegen nemen met een tiende plaats.
Deze editie had een recordaantal deelnemers van 1984. Hiervan finishten er 173. In totaal namen er 35 Britten deel.

## Uitslagen

### mannen
| rang   | naam               | land | tijd      |
| ------ | ------------------ | ---- | --------- |
| Goud   | Cor Vriend         | NED  | 2:21.39,6 |
| Zilver | Brian Lamkin       | GBR  | 2:23.28,6 |
| Brons  | Robert Towler      | GBR  | 2:34.40,2 |
| 4      | Keit Darlow        | GBR  | 2:24.43,0 |
| 5      | Peter Kooi         | NED  | 2:24.50,0 |
| 6      | Ko van der Weijden | NED  | 2:26.34,0 |
| 7      | Piet van Alphen    | NED  | 2:27.32,0 |
| 8      | Ron Graham         | GBR  | 2:27.41,0 |
| 9      | Dick Latter        | GBR  | 2:29.03,0 |
| 10     | Joe Keating        | GBR  | 2:29.47,0 |

### vrouwen
| rang | naam           | land | tijd    |
| ---- | -------------- | ---- | ------- |
| Goud | Tine Bronswijk | NED  | 3:44.13 |

1969 ·
1970 ·
1971 ·
1972 ·
1973 ·
1974 ·
1975 ·
1976 ·
1977 ·
1978 ·
1979 ·
1980 ·
1981 ·
1982 ·
1983 ·
1984 ·
1985 ·
1986 ·
1987 ·
1988 ·
1989 ·
1990 ·
1991 ·
1992 ·
1993 ·
1994 ·
1995 ·
1996 ·
1997 ·
2014